# Gilvan Gomes
Gilvan Gomes Vieira, mais conhecido como Gilvan Gomes, ou Esquerdinha (Pinheiro, 9 de abril de 1984), é um futebolista brasileiro que atua como meia, atacante e lateral-esquerdo. Atualmente joga pelo Remo.

## Títulos
Zestafoni
- Copa David Kipiani: 2007–08

Eibar
- Liga Adelante: 2013–14

Sampaio Corrêa
- Campeonato Maranhense: 2017

Remo
- Campeonato Paraense: 2018